# رصد عبور الأرض من النجوم

رصد عبور الأرض من النجوم ممكن بما أن علماء الفلك يستعملون طرقًا كثيرةً لرصد الكواكب الخارجية من الأرض. قد تستعمل بعض هذه الأساليب نفسها، من الناحية النظرية على الأقل، لاكتشاف الأرض باعتبارها كوكبًا خارجيًا انطلاقًا من النجوم البعيدة. في أكتوبر عام 2020، حدد علماء الفلك مبدئيًا 508 نجم من النجوم ضمن مجال يبعد من الأرض 326 سنة ضوئية أي مايعادل (100 فرسخ فلكي)، تمتاز كونها نقطة مفضلة لدراسة ورصد عبور الأرض واكتشافها على أنها كوكب خارجي بالنسبة للشمس والنجوم.